# Galatasaray Istanbul/Saison 1910/11

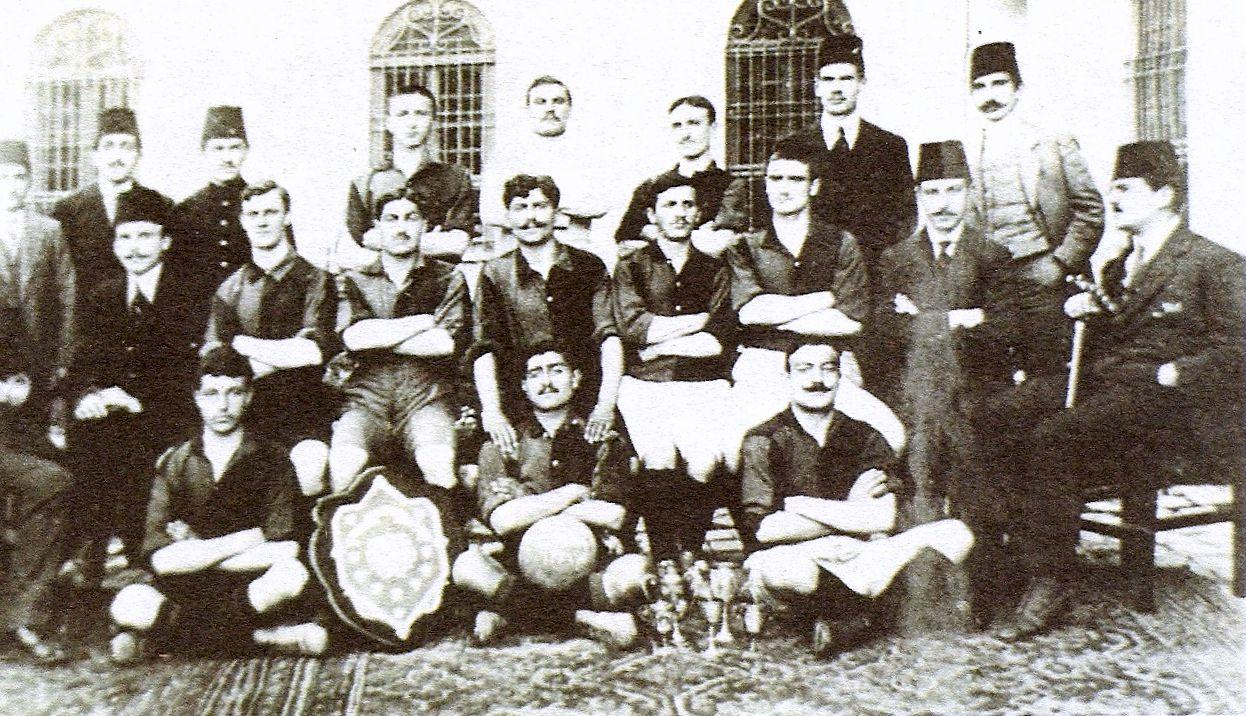
Galatasaray Istanbul, İstanbul Futbol Ligi 1910/11-Sieger

Die Saison 1910/11 von Galatasaray Istanbul war die 5. Saison in der Vereinsgeschichte und die 5. Saison in der İstanbul Futbol Ligi. Der Klub beendete die Saison auf dem 1. Platz und gewann diese zum dritten Mal.

## Personalien

### Kader

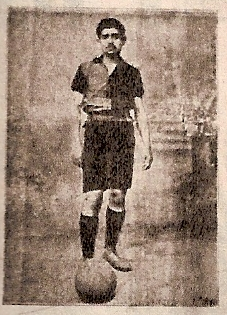
Spielertrainer: Hasan Basri Bütün

| Nat.                   | Name                   |
| Torhüter               | Torhüter               |
| ---------------------- | ---------------------- |
| Osmanisches Reich 1844 | Ahmet Robenson         |
| Abwehr                 |                        |
| Osmanisches Reich 1844 | Bekir Sıtkı Bircan     |
| Bulgarien 1908         | Todor Bojkoff          |
| Osmanisches Reich 1844 | Dalaklı Hüseyin        |
| Osmanisches Reich 1844 | Neşet                  |
| Mittelfeld             |                        |
| Osmanisches Reich 1844 | Celâl İbrahim Bey      |
| Osmanisches Reich 1844 | Hasan Basri Bütün      |
| Osmanisches Reich 1844 | Ali Sami Yen           |
| Angriff                |                        |
| England                | Highton                |
| Osmanisches Reich 1844 | Idris                  |
| Osmanisches Reich 1844 | Fuat Hüsnü Kayacan     |
| England                | Rowland Rees           |
| Osmanisches Reich 1844 | Emin Bülend Serdaroğlu |
| Bulgarien 1908         | Steryo                 |
| Osmanisches Reich 1844 | Ali Tümay              |

## Saison
Alle Ergebnisse aus Sicht von Galatasaray Istanbul.
Die Tabelle listet alle İstanbul-Futbol-Ligi des Vereins der Saison 1910/11 auf. Siege sind grün, Unentschieden gelb und Niederlagen rot markiert.

### İstanbul Futbol Ligi
| ST | Datum             | Gegner              | Ort                          | Ergebnis | Tor(e) für Galatasaray Istanbul                                     |
| -- | ----------------- | ------------------- | ---------------------------- | -------- | ------------------------------------------------------------------- |
| 01 | 20. November 1910 | Strugglers FC       | İttihatspor Sahası, Istanbul | -:-      | n. V.                                                               |
| 02 | 4. Dezember 1910  | Fenerbahçe Istanbul | İttihatspor Sahası, Istanbul | 5:0      | n. V.                                                               |
| 03 | 25. Dezember 1910 | Progres             | İttihatspor Sahası, Istanbul | 3:1      | n. V.                                                               |
| 04 | 15. Januar 1911   | Cadi-Keuy FC        | n. V.                        | 1:0      | n. V.                                                               |
| 05 | 29. Januar 1911   | Strugglers FC       | n. V.                        | 1:0      | n. V.                                                               |
| 06 | 12. Februar 1911  | Fenerbahçe Istanbul | İttihatspor Sahası, Istanbul | 7:0      | 1:0, 2:0, 3:0, 4:0 Celâl İbrahim Bey 5:0, 6:0 Serdaroğlu; 7:0 Idris |
| 07 | 5. März 1911      | Progres             | n. V.                        | 8:1      | n. V.                                                               |
| 08 | 26. März 1911     | Cadi-Keuy FC        | n. V.                        | 1:0      | n. V.                                                               |

### Freundschaftsspiele
Diese Tabelle führt die ausgetragenen Freundschaftsspiele auf.
| Datum           | Gegner        | Ort                          | Ergebnis | Tor(e) für Galatasaray Istanbul |
| --------------- | ------------- | ---------------------------- | -------- | ------------------------------- |
| 9. Oktober 1910 | Strugglers FC | İttihatspor Sahası, Istanbul | 0:2      | keine                           |